# Кадниця
Ка́дниця — село у Богодухівській міській громаді Богодухівського району Харківської області України.
- Поштове відділення: Максимівське

## Географія
Село Кадниця знаходиться біля балки Сизонів Яр в якому бере початок річка Кадниця. На річці невеликі загати. За 2 км на південь розташовані селище Щасливе та залізнична станція Зупинний пункт 198 км.

## Історія
- 1714 рік — дата першої згадки[1].

За архівною інформацією 1804 року — "Село Кадниця Харківського повіту. Власники: надвірний радник Іван Євстахович Куликівський, майорша Уляна Олексіївна Петрович, колезький радник Андрій Іванович Ковалевський. Дворів — 32, чоловіків — 129, жінок — 146, землі — 1404 десятин 1692 сажні.
Велика частина земель в Кадниці також належала А. І. Ковальову — другу Григорія Савича Сковороди, так що, можливо, і сам Сковорода бував там. Також власником земель і садиби був Єгор Степанович Гордієнко. Він походив з роду сотника Сумського слобідського полку Григорія Доценко. Маєток йому було надано Петром І.
Ще одним власником земель в Кадниці був Підгоричані-Петрович Георгій Пилипович — граф, поручик. У 1833 р. він володів маєтком у с. Кадниця Богодухівського повіту. Мав сім'ю — дружину Віру, сина Валеріана — прапорщика, дочку Марію — яка була у шлюбі з майором фон Стель.
Що стосується самої садиби, то від неї зберігся дерев'яний різьблений садибний будинок. Садиба була побудована у самого озера на початку 19 століття першим її власником поміщиком Куликовським. З середини 19 століття вона перейшла у володіння дійсного статського радника Єгора Степановича Гордієнко. Дерев'яний будинок спочатку використовувався як житловий будинок, а в 1892 році Гордієнко організував там земську школу. У радянський час дерев'яний будинок став сільським клубом. Зараз садиба в жалюгідному стані: стіни обписані, каміни розбиті, а сам дерев'яний будинок розбирають на дрова.
Село постраждало внаслідок геноциду українського народу, проведеного урядом СРСР в 1932—1933 роках, кількість встановлених жертв — 33 людей.
12 червня 2020 року, відповідно до розпорядження Кабінету Міністрів України № 725-р «Про визначення адміністративних центрів та затвердження територій територіальних громад Харківської області», село увійшло до Богодухівської міської громади.
19 липня 2020 року, в результаті адміністративно-територіальної реформи та ліквідації Богодухівського району (1923—2020), село увійшло до складу новоутвореного Богодухівського району Харківської області.

## Економіка
- Поруч із селом є кілька птахо-товарних ферм.